# قطب خلفي
في طب العيون، القطب الخلفي (بالإنجليزية: Posterior pole)‏ يكون خلف العين، وعادةً يُشير إلى شبكية العين بين القرص البصري وبقعة الشبكية.